# 小長谷宗一
小長谷 宗一（こながや そういち、1949年 - ）は、日本の作曲家、編曲家。

## 人物・来歴
鎌倉学園高等学校を経て、東京芸術大学器楽科打楽器専攻卒業。大学在学中より作曲を始める。管楽器、打楽器のためのソロ曲やアンサンブル曲を多数作曲しているほか、吹奏楽の作編曲作品も数多く手掛けている。
また、バレエ音楽や様々なイベントのための作曲なども手掛けている。1996年に日本吹奏楽学会アカデミー賞（作編曲部門）を受賞。2009年には下谷奨励賞を受賞している。
指導者としては亜細亜大学吹奏楽団でも指導に当っていた。
現在、日本管打・吹奏楽学会常任理事や21世紀の吹奏楽“響宴”実行委員会委員なども務めている。

## 主な作品
- イルージョン（テネシー工科大学テューバアンサンブル委嘱作品）〈1981〉
- マーチ・ザ・ナイン March the Nine（九州吹奏楽連盟30周年記念委嘱作品）〈1985〉
- パシフィック・セレブレーション・マーチThe Pacific Celebration March（第1回環太平洋音楽祭記念委嘱作品）〈1986〉
- 風と炎の踊り Dance for Breeze and Blaze（1989年度全日本吹奏楽コンクール課題曲A）
- ファンファーレとプロセッショナル Fanfare and Processional（東海大学第一高等学校吹奏楽部創部30周年記念委嘱作品）〈1990〉
- 冬季ユニバーシアード世界大会(札幌)の大会賛歌〈1991〉
- スター・パズル・マーチ（1993年度全日本吹奏楽コンクール課題曲II）
- ウィンドアンサンブルのための音楽“子供の街” I.マーチ (March)／II.遊びに (Going out to play)／III.せみとり (Cicada catching)／IV.追っかけっこ (Tag)／V.けんか (A quarrel)／VI.ちょっぴり淋しい気分 (A wee bit lonesomeness)／VII.夕暮れの道を (My way home at dusk)／VIII.マーチ (March) "Town in My Childhood" Music for Wind Ensemble（金石幸夫ブラスアンサンブル創立10周年の委嘱作品を吹奏楽版へ編曲、第4回 21世紀の吹奏楽“響宴”入選作品）
- ウィンドアンサンブルのための幻想曲“不思議な旅” I.瑠璃色の風／II.砂漠の向こうに／III.夢でみた島／IV.褐色の大地 Fantasy for Wind Ensemble "Wonderful Journey"
- ウィンドアンサンブルのための組曲“ドリーム” Suite for Wind Ensemble "Dream"（第2回 21世紀の吹奏楽“響宴”委嘱作品）
- シンフォニック･バンドのための幻想曲“山の物語” Fantasy for Symphonic Band "A tale of the mountain"〈1994〉
- ダンス・フォー・バンド Dance for Band
- 交響詩“空の精霊たち” Symphonic Poem "Spirits in Sphere"（航空自衛隊航空中央音楽隊創隊40周年記念委嘱作品）
- 交響組曲“鶴の港” Symphonic Suite"The port of paper crane"〈1995〉
- 行進曲“響け!思い出のハーモニー”（ふくしま国体委嘱作品）〈1995〉
- 紫式部幻想〈1996〉
- 或る日の名残りより「登場の音楽」（第1回 21世紀の吹奏楽“響宴”入選作品）
- グランド・マーチ（第1回 21世紀の吹奏楽“響宴”入選作品）
- 次世紀への前奏曲 Prelude to the next century（神奈川県・鎌倉シティブラス創立20周年記念委嘱作品）〈1999〉
- マーチ「未来の風」（第15回国民文化祭・吹奏楽の祭典テーマ曲）〈2000〉
- リリック・マーチ Liric March（第3回 21世紀の吹奏楽“響宴”入選作品）
- 祝典序曲 Celebration Overture
- 瞬きの瞬間（愛知県・蒲郡市の蒲郡市ジュニア吹奏楽団委嘱作品）
- "Six Sticks" for Three Snare Drums and Band（日本管楽合奏指導者会議[JWECC]委嘱、第13回 21世紀の吹奏楽“響宴”入選作品）
- フォー クラリネッターズ Four Clarineters（日本管楽合奏指導者会議[JWECC]委嘱、第16回 21世紀の吹奏楽“響宴”入選作品）〈2010〉
- 吹奏楽のための組曲 “ヨコスカの海と風” I.戦艦 II.歌 III.どぶ板通り（海上自衛隊横須賀音楽隊開隊60周年記念委嘱、第17回 21世紀の吹奏楽“響宴”入選作品）〈2012〉
- マーチ“海の護りびと”（海上自衛隊横須賀音楽隊委嘱、第19回 21世紀の吹奏楽“響宴”入選作品）〈2013〉